# ستاره‌ها می‌درخشند
ستاره‌ها می‌درخشند (به انگلیسی: The Stars Shine Down) نام رمانی است که توسط سیدنی شلدون نوشته شده است.